# (8051) Pistoria
(8051) Pistoria ist ein Asteroid des inneren Hauptgürtels, der am 13. August 1997 von den italienischen Astronomen Luciano Tesi und Gabriele Cattani am Osservatorio Astronomico della Montagna Pistoiese (IAU-Code 104) auf der Hochebene Pian dei Termini nordöstlich von San Marcello Pistoiese in der italienischen Region Toskana in Italien entdeckt wurde.
Der Asteroid wurde am 8. August 1998 nach der Stadt Pistoia in der toskanischen Provinz Pistoia in Italien benannt, die im 2. Jahrhundert vor Christus als römisches Oppidum gegründet wurde.